# Miguel de Mena Loyola
José Miguel de Mena Loyola y Salcedo (Mariquita ) fue un neogranadino maestre de campo y alcalde de Santafé de Bogotá en 1647 y 1660, alcalde de Mariquita, su ciudad natal, y alcalde de la Santa Hermandad en 1655.

## Biografía
Se casó con la única encomendera de Ubaté (Cundinamarca) María de Mazmela.
Hijo de Gaspar de Mena Loyola, familiar del Santo Oficio, alcalde y gobernador de Mariquita, Tolima, y de Gerónima de Salcedo.